# Saito Ei Ichi
 (septembre 2013).
Saito Ei Ichi est un peintre de paysages, marines, aquarelliste et dessinateur, postimpressionniste, japonais du XXe siècle né en 1920. Actif en France depuis 1936.

## Biographie
Saito Ei Ichi arrive en Alsace en 1936 pour étudier la chimie.
La rencontre avec le peintre René Kuder est déterminante pour son activité d'artiste, qu'il poursuit parallèlement à la recherche scientifique. Il est fait partie pendant la Seconde Guerre mondiale du groupe d'étudiants « Les Gergoviotes », réunis sur le plateau de Gergovie. Il participe en 1943 aux recherches archéologiques, dirigées par Jean-Jacques Hatt.
À partir de 1983, il se consacre entièrement à la peinture. En 1975 il étudie la technique de l'encre sous la direction du calligraphe Ung No Lee (1904-1989). Il expose en Alsace, notamment en 1985 à la bibliothèque municipale de Strasbourg et à Paris. Il se spécialise dans les paysages d'alsace, de la Bretagne, de Venise, des Alpes et de la Provence.